# Abu Dschaʿfar Ahmad ibn Muhammad al-Ghafiqi
Abu Dschaʿfar Ahmad ibn Muhammad al-Ghafiqi (arabisch أبو جعفر أحمد بن محمد الغافقي, DMG Abū Ǧaʿfar Aḥmad b. Muḥammad al-Ġāfiqī; gest. 1166) war ein andalusischer Arzt und Botaniker im 12. Jahrhundert. Er wird gelegentlich mit dem Augenarzt Muhammad al-Ghafiqi verwechselt.

## Werke
Er ist bekannt für die medizinisch-botanische Enzyklopädie Kitāb al-adwiya wa-l-mufradāt (Buch der einfachen Medikamente) die aus arabischen pharmakologischen Werken kompiliert wurden. Von diesem Werk haben sich Handschriften in Istanbul, Kairo, Rabat und Oxford erhalten. Der Autor zitiert genauestens seine Quellen. Die Werke, die er herangezogen hat, waren unter anderem diejenigen von Pedanios Dioskurides, Galenos, Paulos von Aigina, Masaryawayh, Bajisthu (einer der Ärzte von Harun ar-Raschid), Hunain ibn Ishāq, al-Kindī, ad-Dīnawarī, ar-Rāzī, Ibn al-Yazzar, Ibn Yulyul, Ibn Samyun und Ibn Wafid; die wichtigsten Vorbilder sind jedoch die medizinischen Werke von Dioskurides und Galen.
Al-Ghafiqi werden noch zwei andere Werke zugeschrieben, das Libro de las fiebres y de los tumores (Buch der Fieber und Tumore) und das Libro del rechazo de todos los daños que afectan al cuerpo (Buch der Rückdrängung aller Schäden, die den Körper betreffen). Er hatte großen Einfluss auf die spätere Medizin. Ibn al-Baytar beispielsweise kopierte einfach große Teile von al-Ghafiqi in seiner Gran colección de alimentos y medicamentos simples (Großen Sammlung von Lebensmitteln und einfachen Medikamenten).
Das Werk von al-Ghafiqi wurde auch von Ibn Abī Usaibiʿa untersucht. Die medizinische Pharmakologie in al-Andalus ist im Werk von al-Ghafiqi zusammengefasst, der, vermittelt durch die Werke der jüdischen Gelehrten Chasdai ibn Schaprut und Ibn Buqlaris die Werke von Dioskurides und Galen bis hin zu denen von Hunain ibn Ishaq verarbeitet. Meyerhof, der einen Teil des Werkes übersetzt hat, schreibt, al-Ghafiqi sei «el más grande de los sabios en Farmacología y Botánica entre los médicos de la Edad Media islámica» (deutsch: „der größte der Gelehrten in der Pharmakologie und Botanik unter den Medizinern des islamischen Mittelalters“).